# Gorra de cop
|  | Aquest article tracta sobre el barret de palla. Si cerqueu el setmanari humorístic del segle XIX, vegeu «La Gorra de Cop (setmanari)». |

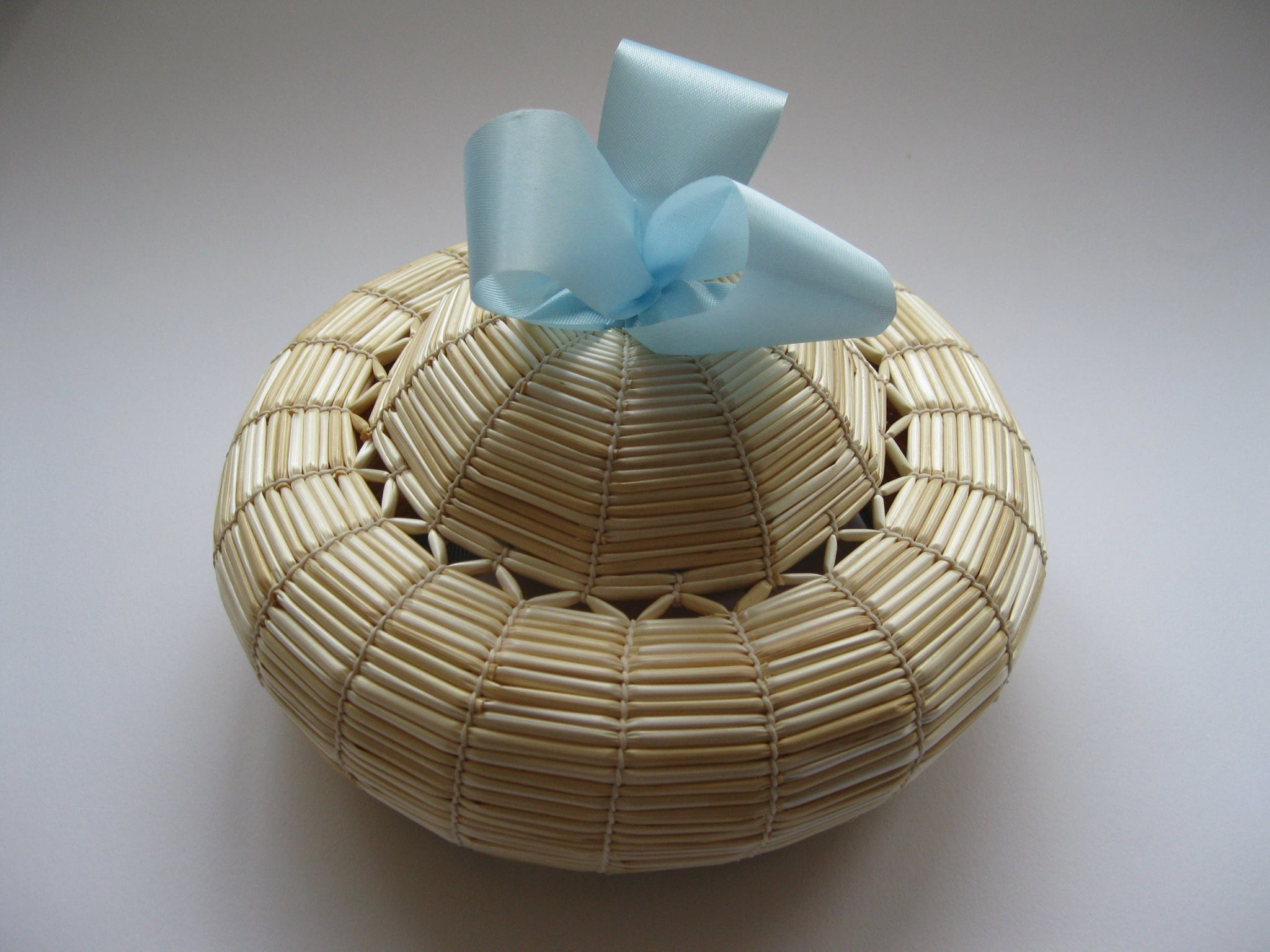
Gorra de cop acabada amb un llaç blau.

La gorra de cop o gorra de caure (Camp de Tarragona, Priorat i Ribera d'Ebre), capçana (Rosselló, Vic, Centelles i Santa Coloma de Queralt), careta (L'Alguer), cervellera (Illes Balears) o trencafront (País Valencià) és una gorra de palla entrellaçada i que té un sortint de secció semicircular a la part inferior. S'utilitza per a protegir els infants que comencen a caminar i evitar que es colpegin el cap, i la seva producció ha estat històricament unida a la població penedesenca de Bellvei del començ del segle xix ençà.

## Història

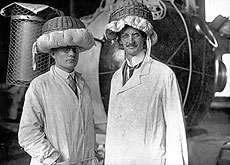
Auguste Piccard i Paul Kipfer amb cascs de vímet d'aparença similar a les gorres de cop (1931).

L'origen d'aquesta artesania prové de Roc Vidal, conegut posteriorment com a «Roc dels Gorros», cisteller establert a Bellvei (Baix Penedès) cap a l'any 1800. Veient que els nens, quan començaven a caminar, es donaven molts cops al cap, va idear la gorra de cop. Aquest capell de palla per a protegir el cap de les criatures va arribar a ser tan important a Bellvei que, amb el temps, es van crear altres tallers a part del d'en «Roc dels Gorros», en els quals van arribar a treballar-hi fins a seixanta dones del poble.
En aquests tallers, a més a més de gorres de cop també es manufacturaven cistells, ventalls, joiers i altres elements de palla. Tal va ser l'èxit d'aquestes gorres de cop, que es van donar a conèixer fora de Catalunya amb el nom de chichonera. En aquest sentit, la seva popularitat va veure's plasmada en un setmanari anomenat La Gorra de cop, que es va publicar entre els anys 1875 i 1876. Amb els anys, però, l'ofici es va perdre, segons l'escriptor i periodista Artur Bladé i Desumvila degut a la modernització de la indumentària posterior a la Primera Guerra Mundial. L'escriptor definia aquests barrets com a «mena de llargarussa rígida amb la qual els infants feien cara de beneiteria inguarible» i els qualificava com «una moda horrible i un instrument de suplici tant per la seva forma com per la seva duresa». El 1998, Antonia Solé i Suau (coneguda com «la Tona») va ser l'última artesana històrica en teixir una gorra en un d'aquests tallers; tenia 82 anys i havia dedicat tota la seva vida a aquest ofici.

### Recuperació de l'ofici
L'any 2001, amb l'ànim de recuperar aquesta artesania lligada a moltes cases del municipi, l'ajuntament de Bellvei —en paral·lel a la realització de gestions amb diversos departaments de l'administració— va crear des del consistori una escola que hauria de permetre recuperar, mantenir i donar continuïtat a aquest ofici. Va comptar amb quatre dones artesanes per a reprendre aquest projecte: Maria Suau, Antònia Torrens, Leocàdia Castellví i M. Teresa Clavé. Posteriorment, el setembre de 2007, rebrien el diploma de Mestre artesà i una insígnia per la seva tasca per part de la Conselleria d'Innovació, Universitats i Empresa de la Generalitat de Catalunya.
Des de l'any 2004, en el marc de la Festa Major Petita, es va començar a organitzar a la mateixa població la Mostra d'Oficis Artesans, en què es va poder començar a veure la realització en directe, entre altres oficis artesanals, d'aquesta labor. A la fi de l'any 2006 es va crear l'Associació Artesania de les Gorres de Cop, que té com a objectiu la recerca de mitjans per a evitar l'extinció imminent de l'ofici.

## Tipus de gorres de cop
Segons l'entrellaçat de la palla i l'acabat de cada model, se'n diferencien diversos tipus. Alguns patrons es teixeixen com a records de bateig que es farceixen d'anissos i que posteriorment poden ser utilitzats per a nines i ninots.

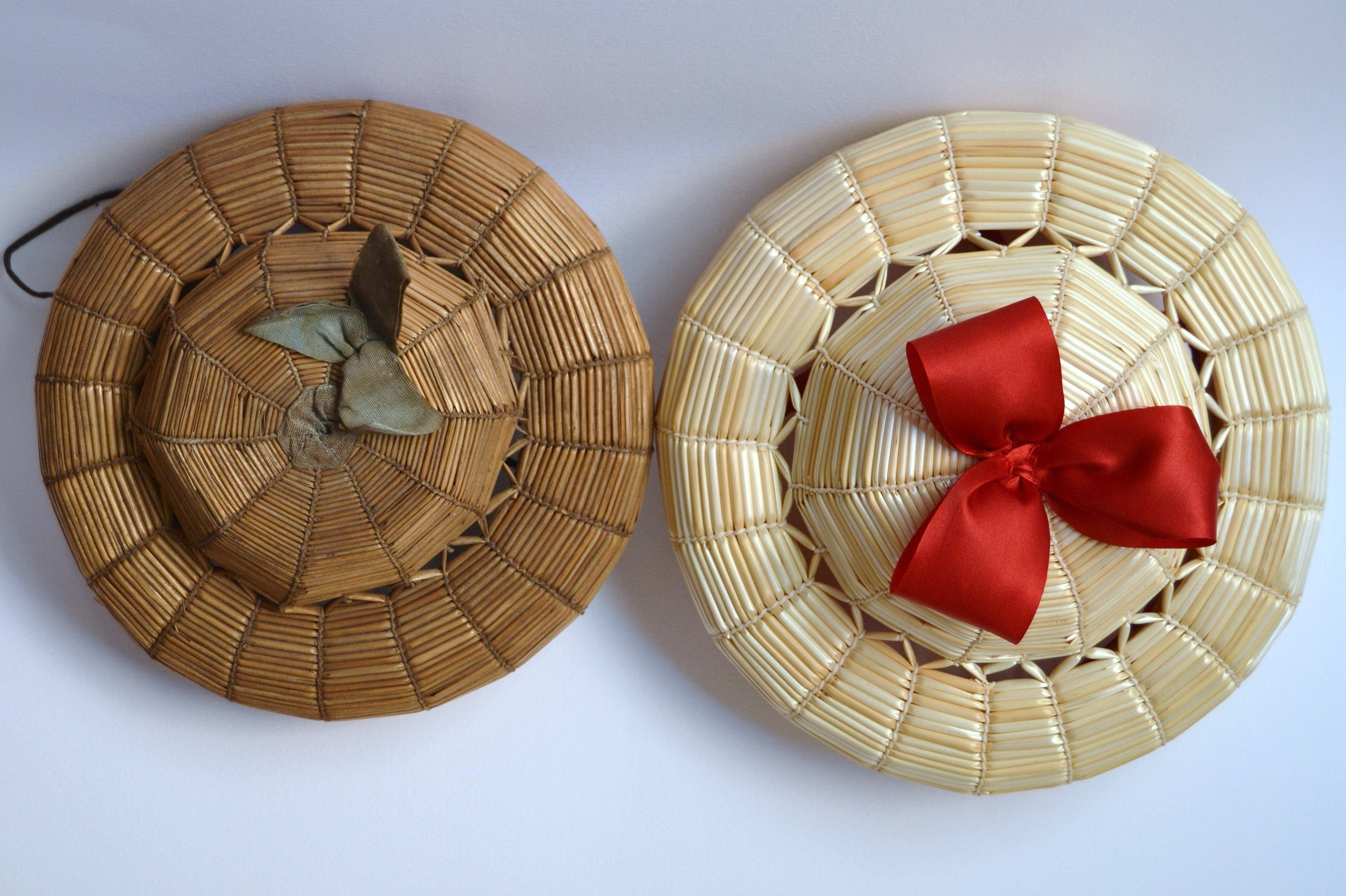
Gorres comunes (1910 i 2014)
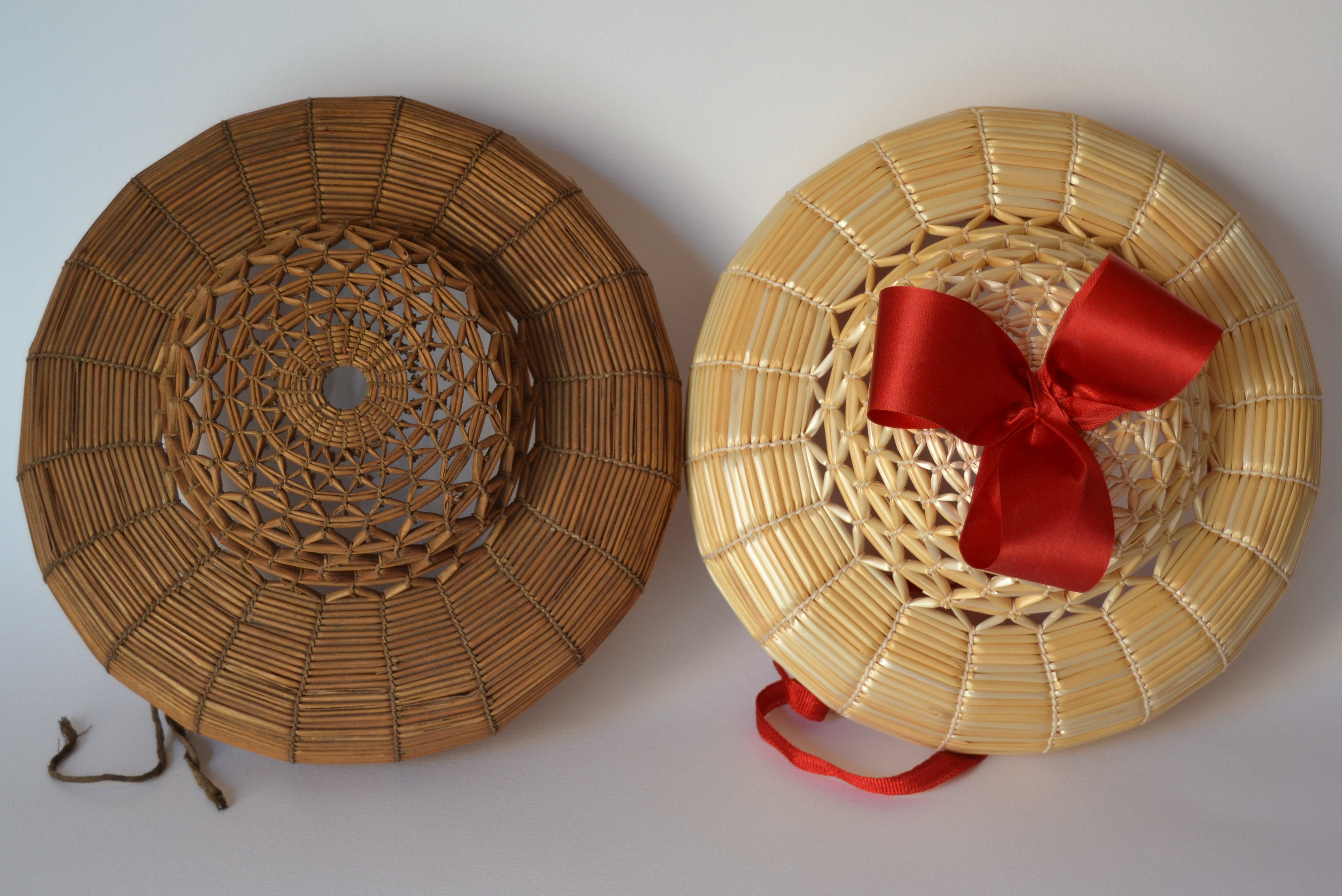
Gorres de casc reixat (1910 i 2014)
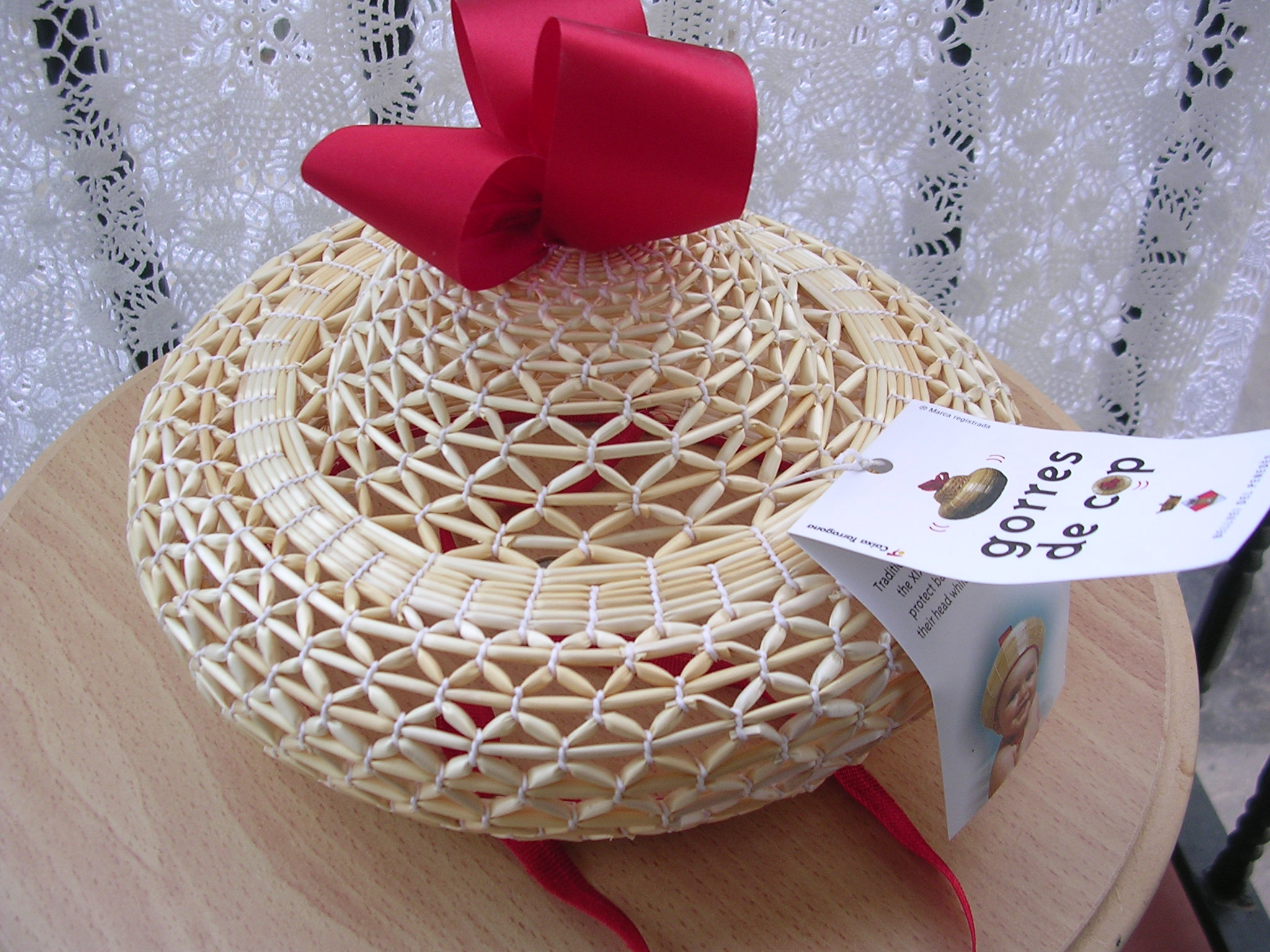
Gorra reixada sencera
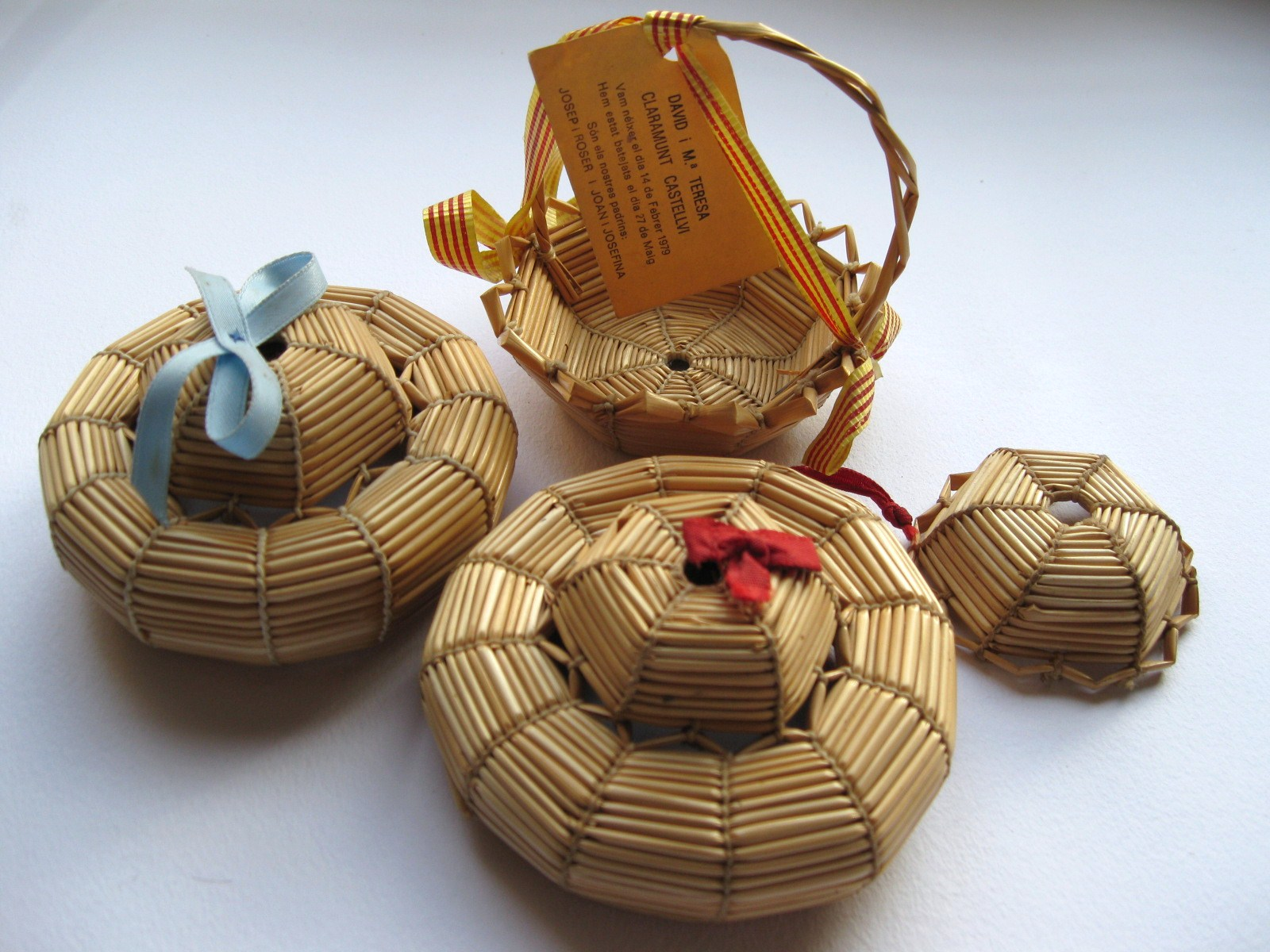
Gorres obsequi de bateig (1979)
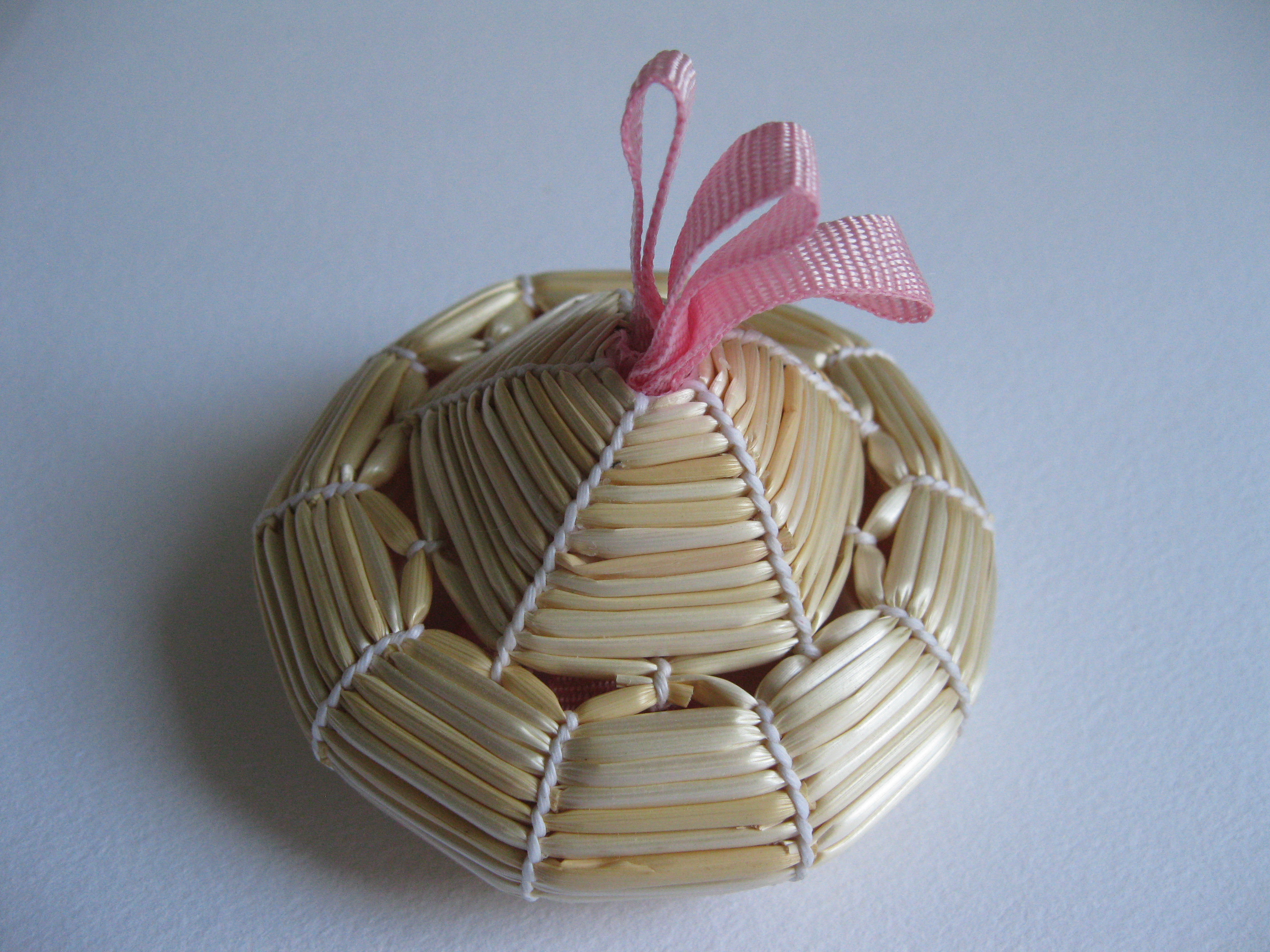
Gorra de model malonet
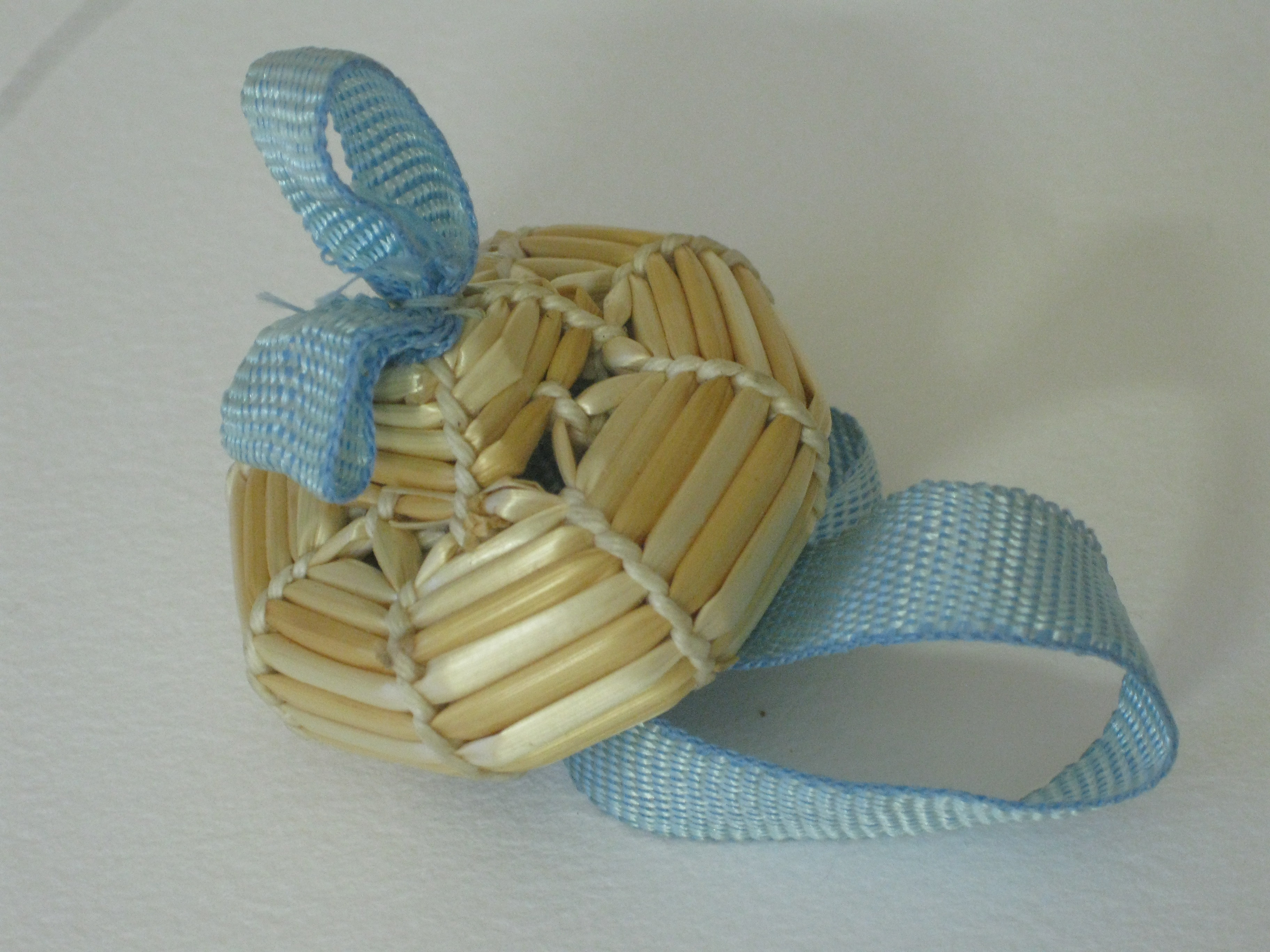
Gorra de model mini.